# Arka Gdynia
Arka Gdynia (Pronunția poloneză|ˈarka ˈɡdɨɲa) este un club de fotbal din Gdynia, Polonia.Echipa susține meciurile de acasă pe Stadion GOSiR (Gdynia) cu o capacitate de 15.139 de locuri.

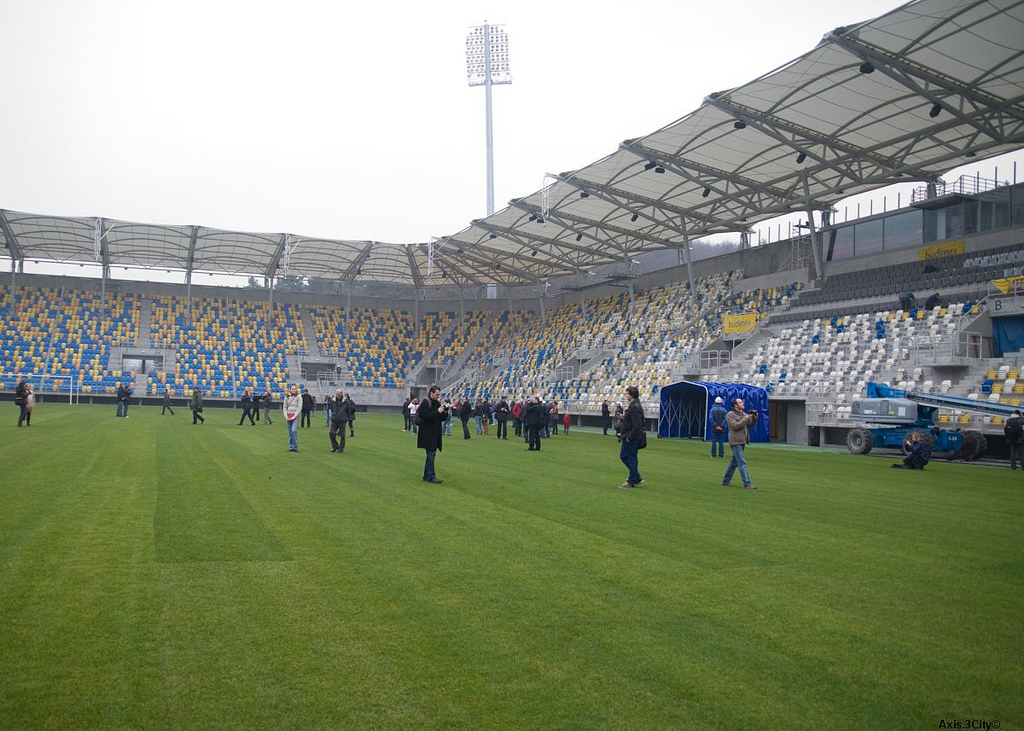
Stadion GOSiR (Gdynia)

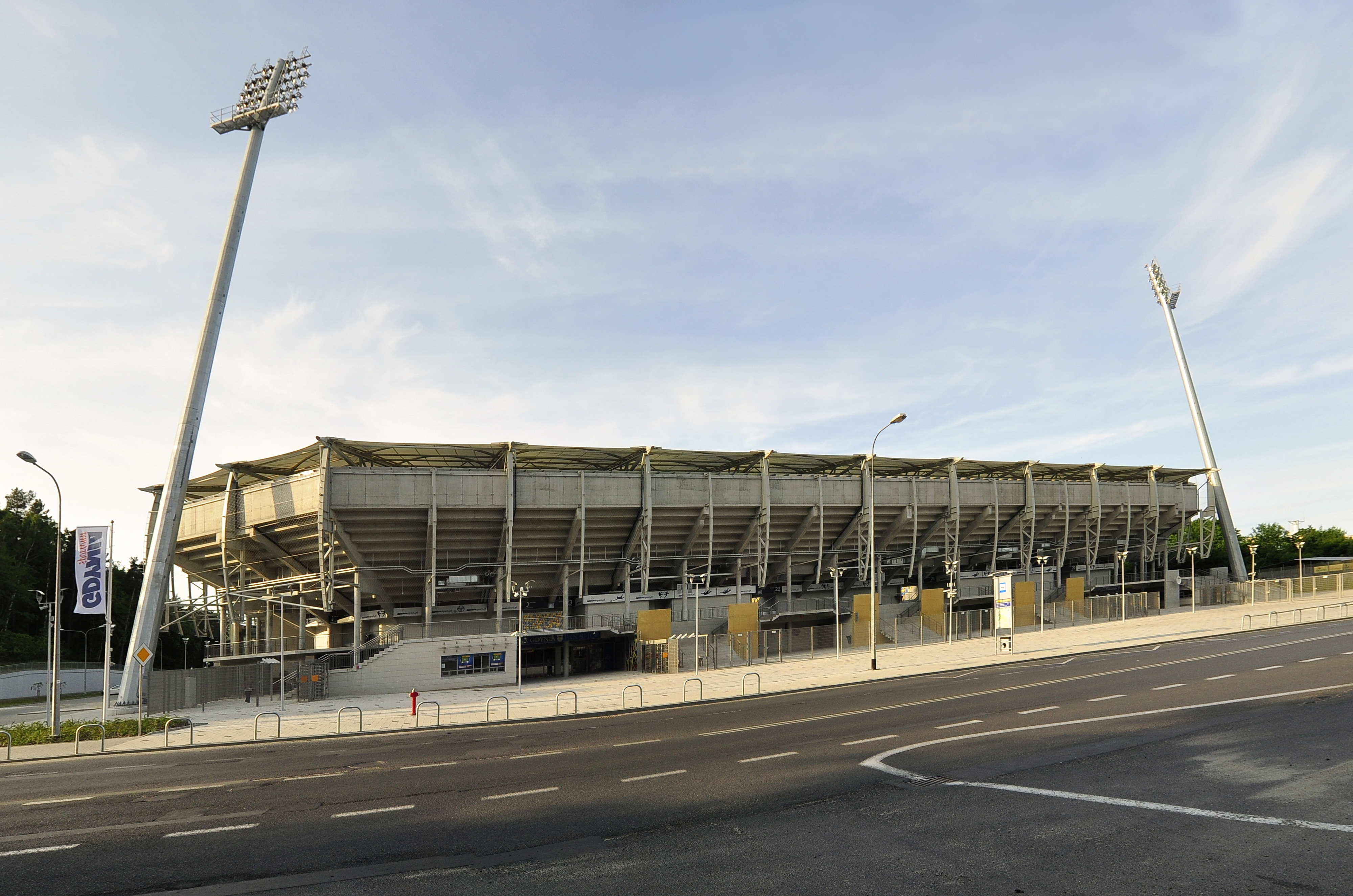
Stadion GOSiR (Gdynia)